# Spanakópita

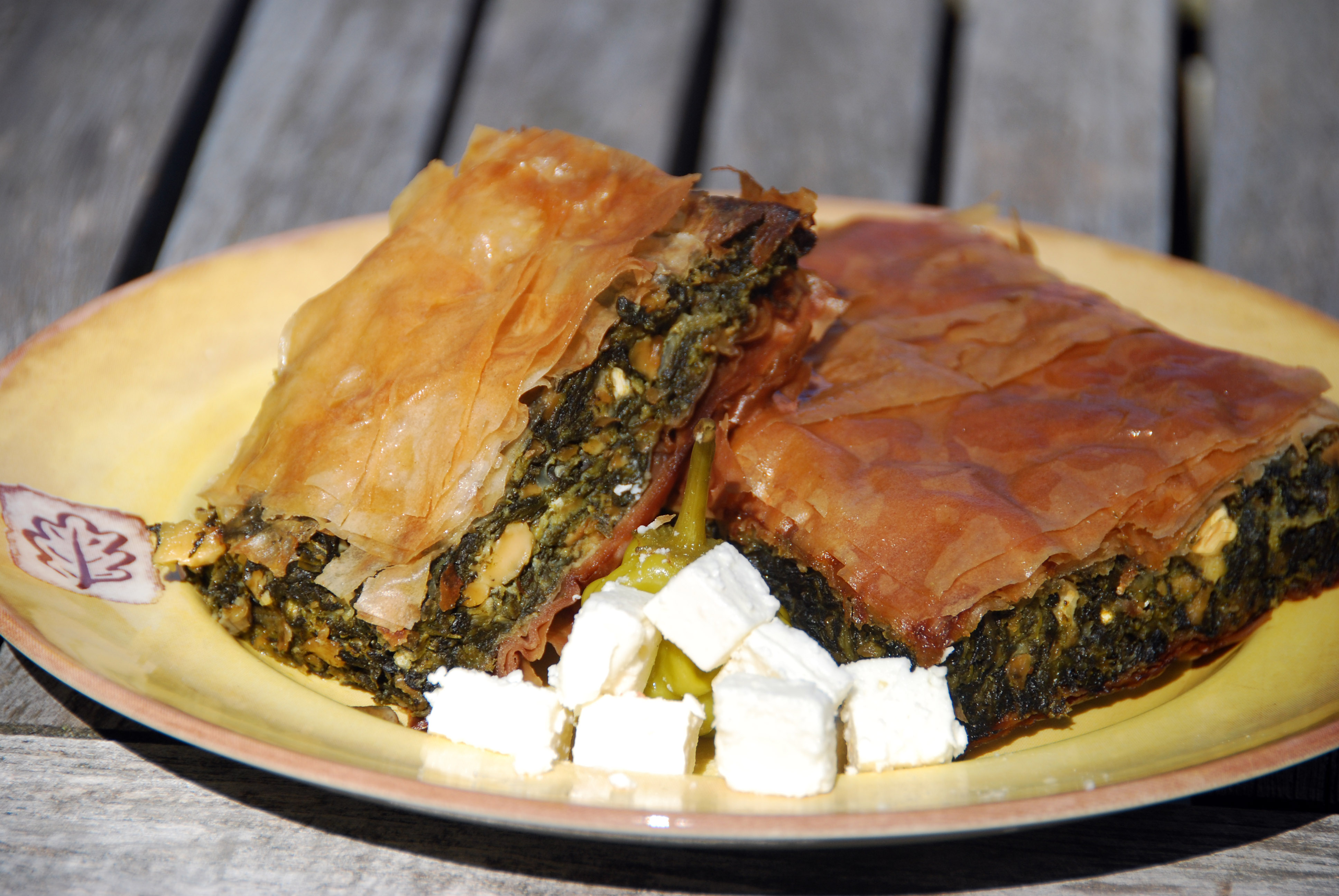
Une spanakópita.

La spanakópita  (grec moderne : σπανακόπιτα, de σπανάκι, spanáki, « épinard », et πίτα, píta, « pâte », littéralement : « tarte aux épinards ») dans la cuisine grecque est un friand aux épinards.

## Généralités

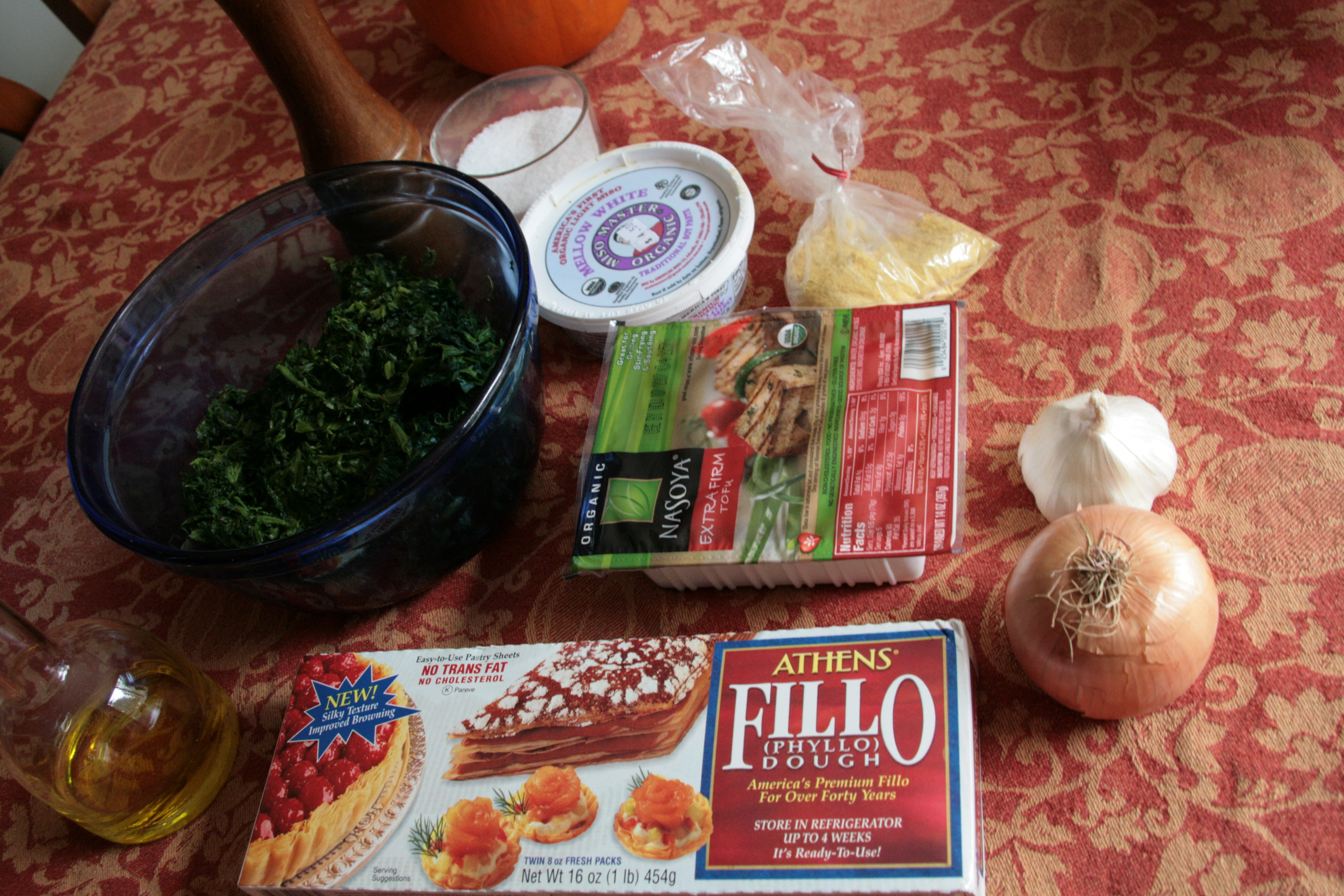
Ingrédients nécessaires à la réalisation de la panakópita.

Il s'agit d'une pâte de type brik faite avec plusieurs couches de pâte phyllo beurrée (avec ou en remplacement de l'huile d'olive) et fourrée aux épinards, de la féta (ou d'autre fromage) parfois combinée à de la ricotta (car ce fromage est moins cher et donne de l'onctuosité), des oignons ou de l'échalote et de l'œuf, le tout assaisonné. Quand il y a du fromage, on l'appelle souvent spanakotirópita (σπανακοτυρόπιτα) en grec.
Ce plat est le plus souvent consommé dans la restauration à emporter et peut être une alternative à la tirópita.
Dans la Grèce rurale, de plus petites quantités d'épinards sont utilisées, la partie manquante est remplacée par du poireau, de la blette et de l'oseille.
La pâte est similaire à celle de la torta pasqualina (it) (tourte pascale), un plat traditionnel italien, très commun également en Argentine et Uruguay.
La spanakópita peut également être faite avec de la pâte feuilletée.

## Ingrédients
La garniture est emballée dans la pâte phyllo ou bien en tourte, découpée en parts individuelles, ou enroulée en triangles individuels. Tandis que la recette à base de pâte phyllo est la plus fréquente, de nombreuses recettes en provenance des îles grecques proposent une pâte faite de farine et d'eau, plus croquante, de type calzone (à la place de la  pâte phyllo). La pâte est de couleur dorée après la cuisson, la couleur étant renforcée par le beurre et le jaune d'œuf. D'autres fromages blancs, salés de préférence, peuvent également être mélangés avec la féta ou se substituer à elle.
Il existe une version pour le jeûne ainsi qu'une version végane de la spanakópita qui est mangée durant le grand carême et les autres jeûnes religieux. Elle est composée d'épinards, d'oignons ou d'oignons verts, de céleri, d'herbes telles que l'aneth ou le persil, d'huile d'olive et d'un peu de farine de blé, mais sans œuf ni produit laitier. Le tout est cuit au four jusqu'à un rendu croustillant.
Il existe une version végétalienne à base de tofu au lieu de fromage.